# Bathygadus garretti
Bathygadus garretti es una especie de pez de la familia Macrouridae en el orden de los Gadiformes.

## Morfología
• Los machos pueden llegar alcanzar los 51 cm de longitud total.

## Hábitat
Es un pez  bentopelágico y marino de aguas  subtropicales  que vive entre 361-544 m de profundidad.

## Distribución geográfica
Se encuentra al sur del Japón y al noreste de Taiwán.